# Ferme de la Forêt
La ferme-musée de la Forêt est une ancienne ferme bressane, du XVIIe siècle, qui se dresse sur le territoire de la commune française de Courtes, au nord du département de l'Ain, dans la région naturelle de la Bresse, en région Auvergne-Rhône-Alpes.
La ferme, propriété privée qui abrite aujourd'hui un musée de l'outillage et du mobilier bressan, est classée aux monuments historiques.

## Historique
La construction de la ferme remonte au XVIIe siècle.
Un musée a été créé en 1971, permettant la visite de la ferme et de certains éléments environnants.
La 2e étape du Tour de l'Ain 2013 est parti de la ferme de la Forêt.

## Description
Le bâtiment comporte au premier étage une galerie extérieure en forme de balcon, à laquelle on accède par un escalier externe. La traditionnelle cheminée sarrasine, en bois et torchis, traverse l'étage jusqu'au toit. La mitre de forme pyramidale a été refaite en 1935.

## Protection aux monuments historiques
L'ensemble de la ferme de la Forêt, y compris sa cheminée sarrazine est classée au titre des monuments historiques par arrêté du 11 octobre 1930.